# 華晨・中華BS6
中華・尊馳 (Brilliance BS6/M1) は、中華人民共和国の自動車会社、華晨汽車によって瀋陽市で生産されるミドルクラスセダンである。「中華」ブランドで販売されている。

## 概要
華晨汽車のフラッグシップモデルであり、2004年12月15日に販売が開始された。なお、主にハイヤーやタクシーへの利用を考慮して設計されている。
デザインはイタリアのピニンファリーナ。エンジンは日本の三菱自動車製の2L 4G63、2.4L 4G64および1.8Lの4G93型と、自社生産の1.8L BL18Tエンジンを搭載し、トランスミッションは4速AT、5速MT、6速MTが用意される。
ベルギーにも2006年に輸出されたが、ユーロNCAP安全性テストでの1つ星と言う結果を受け、ADACによって販売が中止させられた。この安全性テストからおよそ3ヵ月の間にBS6はフレームの各所の補強が施され、スペインで行われた「IDIADAオートモティブテクノロジー」のテストではかろうじて3つ星の評価を得た。アメリカ市場への投入も予定されており、安全性も向上される予定である。